# Carl Magnus af Lehnberg
Carl Magnus af Lehnberg, född 19 november 1795 i Stockholm, död 10 december 1845 i Stockholm, var en svensk ämbetsman.

## Biografi
Carl Magnus af Lehnberg föddes 1795 i Stockholm. Han var son till biskopen Magnus Lehnberg i Linköpings stift och Charlotta Sofia af Apelblad. af Lehnberg adlades 29 juni 1809 till af Lehnberg vid kung Karl XIII:s kröning för sin fanders förtjänster och introducerades i Sveriges Riddarhus 30 maj 1810 som nummer 2210. Han blev 1812 student vid Uppsala universitet och avlade 1813 hovrättsexamen. af Lehnberg blev 1813 extra ordinarie kanslist vid Krigsexpeditionen,31 oktober 1816 kopist vid samma expedition och 11 maj 1818 kanslist. Han blev 23 november 1818 protokollssekreterare i Kungliga majestäts kansli och 23 mars 1825 sekreterare i förvaltningen av sjöärendena. af Lehnberg avled 1845 i Stockholm och slöt därmed sin adliga ätt.

### Familj
af Lehnberg gifte sig 22 december 1818 med Maria Charlotta Åhlström (1784–1830), dotter till krigsrådet Olof Åhlström och Hedvig Charlotta Lenngren. De fick tillsammans barnen Hilma Charlotta Sofia Carolina af Lehnberg (1819–1877) som var gift med expeditionssekreteraren Oskar David Egge i Justitierevisionsexpeditionen och Hedvig Fredrika Amalia Vilhelmina af Lehnberg (1821–1825).